# Shannon Moore
Pour les articles homonymes, voir Moore.
Shannon Brian Moore (né le 27 juillet 1979 à Cameron en Caroline du Nord) est un catcheur professionnel américain.

## Carrière

### Débuts
Shannon Moore catchera à la Trampoline Wrestling Federation (la fédération créée par Matt & Jeff Hardy) en compagnie de Gregory Helms & Joey Mercury. Il eut son premier match contre High Voltage (le personnage de Matt Hardy), mais il perdra son match.
Il commence le catch sur le circuit indépendant. Il lutte fréquemment pour la fédération OMEGA (Organization of Modern Extreme Grappling Arts) où il remporte plusieurs titres, notamment l'OMEGA Light Heavyweight Championship.

### World Championship Wrestling (1999-2001)
Il a commencé sa carrière de catcheur professionnelle à la WCW. Il était membre des 3 Count (au gimmick de boys band) de avec Gregory Helms et Evan Karagias où il gagne le WCW Hardcore Championship avec Helms.

### World Wrestling Federation/Entertainment (2001-2008)

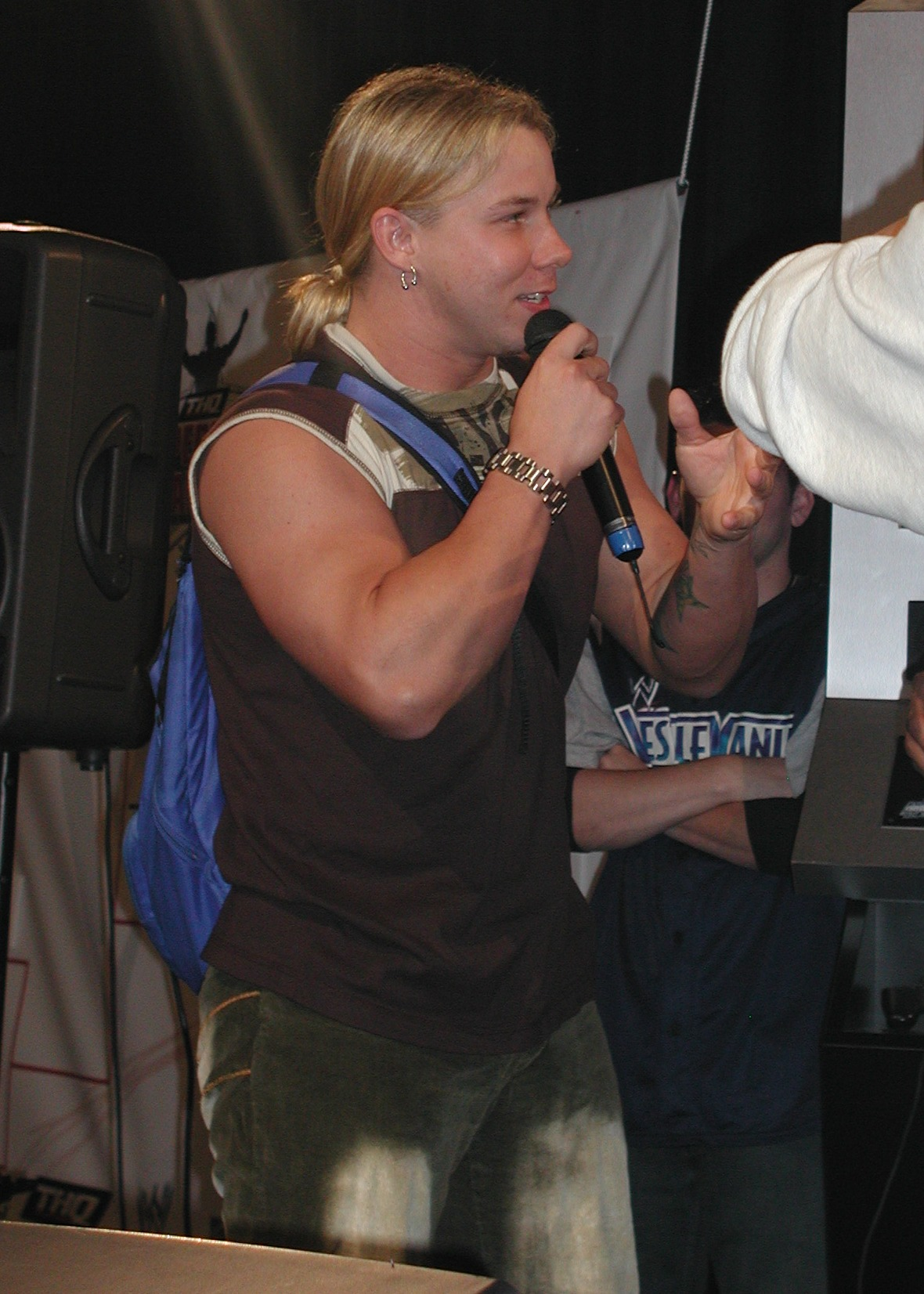
Shannon Moore au WWE Fan Axxess à Seattle en mars 2003.

En 2002, il rejoint la WWE dans la division WWE SmackDown.Il s'alliera par la suite avec Matt Hardy pour former V1. Le 5 juillet 2005, Shannon Moore est libéré de son contrat à la WWE.

### Total Nonstop Action Wrestling (2005-2006)

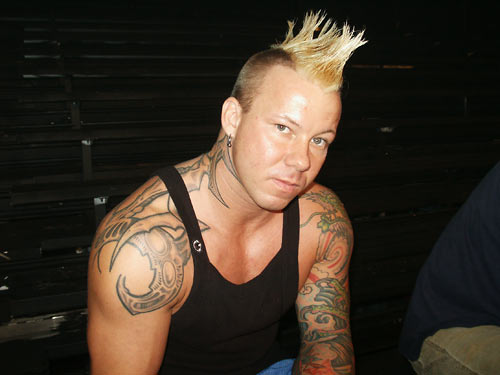
Shannon Moore en 2005.

Il part alors à la TNA et dans d'autres fédérations indépendantes.

### Retour à la WWE (2006-2008)
Le 11 juillet 2006, la WWE annonce durant un épisode de la ECW le retour de Shannon Moore.
Le 9 février 2007, il est transféré à Smackdown! où il perdra sa chance d'obtenir le WWE Cruiserweight Championship à No Way Out. Le 8 août 2008, il perd son dernier match à la WWE en équipe avec Jimmy Wang Yang contre les WWE tag team champion Curt Hawkins et Zack Ryder.
Son contrat avec la WWE est arrivé à son terme le 9 août 2008.

### Retour sur le circuit indépendant (2008-2009)
En 2009, il participe à la tournée Hulkmania aux côtés de Hulk Hogan, Ric Flair, Ken Anderson, Umaga, etc.

### Total Nonstop Action (2010-2012)
Le 4 janvier 2010 Shannon Moore fait son retour accompagnant Jeff Hardy à la TNA et celui-ci se trouve face à Homicide il fait plusieurs apparitions en coulisses avec son ami Jeff Hardy.
Le 20 février, la présidente de la TNA, Dixie Carter, annonce sa signature dans la fédération.
Le 9 mars, il apparait dans le roster de la TNA confirmant donc son arrivée.
Il perd contre Doug Williams pour le TNA X Division Championship à Destination X (2010). Lors de Bound for Glory (2010) lui et Jesse Neal gagnent un match contre Eric Young et Orlando Jordan
À TNA Final Resolution 2010 il affronte avec Jesse Neal Beer Money, Inc. mais ils perdent leur match et ne deviennent pas challenger no 1 aux titres par équipes. 
À Victory Road ils sont vaincus par les Beer Money et ne remportent donc pas les titres par équipe. Il effectue un début heel turn le 14 mars lors de Victory Road (2011) en attaquant, insultant et crachant sur tous ses adversaires à la TNA depuis l’évènement.
Lors de Lockdown (2011) lui et son coéquipier Jesse Neal battent Crimson et Scott Steiner, Orlando Jordan et Eric Young, la British Invasion (Douglas Williams et Magnus).
Lors de Sacrifice (2011) lui et Jesse Neal battent Mexican America (Hernandez et Arnaquia).
Lors de Destination X, il perd contre Alex Shelley dans Ultimate X Match qui comprenait aussi Robbie E et The Amazing Red.
Lors de Against All Odds, il perd contre Robbie E et ne remporte pas le TNA TV Championship.
Le 3 juillet via Twitter, il déclare qu'il s'est libéré de son contrat avec la TNA sous l'accord de ce dernier.

## Palmarès
- Freestyle Championship Wrestling
  - FCW Germany Heavyweight Championship (1 fois)[8]

- Heartland Wrestling Association
  - HWA Cruiserweight Championship (2 fois)[9]
  - HWA Tag Team Championship (1 fois) avec Evan Karagias[10]

- NWA Wildside / National Championship Wrestling
  - NCW Heavyweight Championship (1 fois)[11]
  - NCW Light Heavyweight Championship (1 fois)[4]
  - NWA Wildside Tag Team Championship (1 fois) avec Shane Helms[12]

- Organization of Modern Extreme Grappling Arts
  - OMEGA Light Heavyweight Championship (2 fois)[13]
  - OMEGA New Frontiers Championship (1 fois)[14]

- Circuit indépendant
  - ACW Light Heavyweight Championship (1 fois)[11]
  - NFWA Heavyweight Championship (1 fois)[4]

- Pro Wrestling Illustrated
  - Classé #67 du top 500 des catcheurs du PWI 500 en 2002[15].

- Southern Championship Wrestling
  - SCW Light Heavyweight Championship (1 fois)[11]

- World Championship Wrestling
  - WCW Hardcore Championship (1 fois)[7]

- World Stars of Wrestling
  - WSW World Championship (1 fois)

## Vie privée
Ses 2 meilleurs amis sont Matt Hardy et Jeff Hardy. 
Il est membre du groupe Peroxwhy?gen créé en 2003 avec JR Merrill et Jeff Hardy, qui interprète notamment Modest, le thème d'entrée de ce dernier à la TNA.
Il a ouvert une école de catch qui s'appelle « School of Punk » et un salon de tatouage qui s'appelle Gas Chamber Ink qui se trouve à Southern Pines en Caroline du Nord.
Il apparaît dans le HardyShow, un show internet avec ses 2 meilleurs amis Matt et Jeff Hardy.
Il s'est marié en 2002 avec Krystal et a divorcé en 2005. Il est maintenant marié, depuis mars 2009, à Julie, costumière à la WWE.